# 罗杰·伊伯特

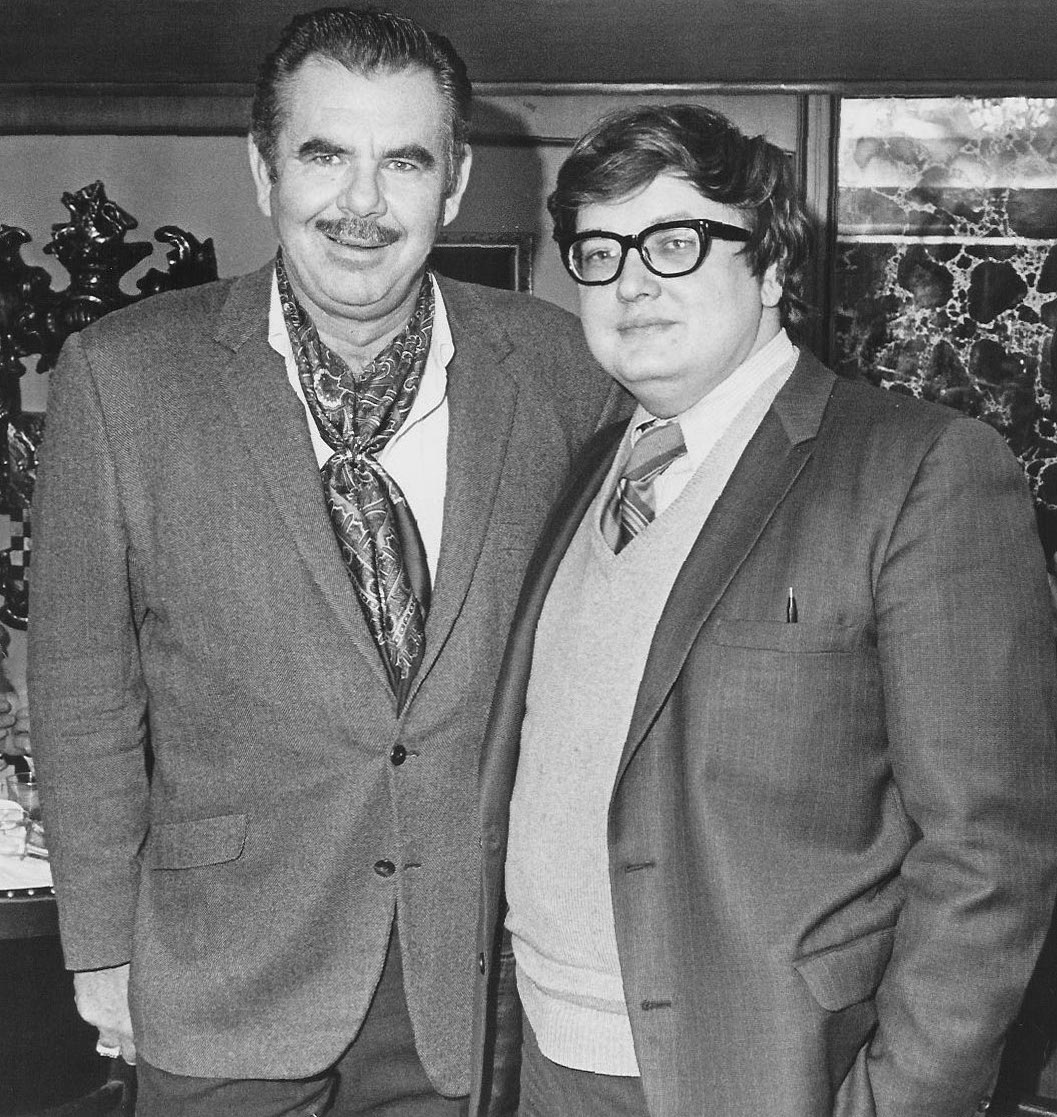
罗杰·伊伯特（右）与 拉斯·迈耶，1970年

罗杰·约瑟夫·伊伯特（英語：Roger Joseph Ebert，/ˈiːbərt/，1942年6月18日—2013年4月4日），美国影评人、剧本作家，普利策奖获得者。
伊伯特以他每周评论专栏（从1997年开始在《芝加哥太阳报》刊登，后来在网络上发布）和与另一位影评人吉恩·西斯克尔联袂主持的主持电视节目《西斯克尔和伊伯特电影评论》（Siskel & Ebert at the Movies） 而著名。1999年西斯克尔逝世后，他选择了多位候选人试镜，最终理查德·罗佩成为他的新搭档，2000年节目而因此更名为《伊伯特与罗佩和电影》（Ebert & Roeper and the Movies）。
伊伯特的电影评论在美国和全球被超过200家报纸发表。他撰写了超过15本书，包括他的电影年鉴。1975年，他成为第一位获得普利策批评奖的电影影评人。他的电视节目也在全球播放，获得艾美奖提名。1995年，芝加哥靠近哥伦比亚广播公司的伊利路的一段被命名为“西斯克尔和伊伯特街”。2005年6月，伊伯特在好莱坞星光大道得到一颗星，也是第一位获得该荣誉的影评人。2007年，伊伯特被《富比士》杂志评为美国最有影响的评论家。他拥有科罗拉多大学、美国电影学会和芝加哥艺术学院的荣誉学位。
1994年开始，他开始以个人视角撰写《伟大的电影》（Great Movies）系列，列出他认为有史以来最重要的电影。1999年，他开始举办以自己名字命名的一年一度的“罗杰·伊伯特最受忽视电影节”（Roger Ebert's Overlooked Film Festival）。

## 早期生活
伊伯特出生在伊利诺伊州厄巴纳，是安娜贝尔（Annabel）和沃尔特·H·伊伯特（Walter H. Ebert）的儿子。他的祖父母是德国的移民。在厄巴纳高中就读期间，他就对新闻业产生了兴趣，担任尚佩恩县《The News-Gazette》的体育记者。同时，他为针对科幻小说的《爱好者杂志》撰写评论。他高中后期，他是学校报纸的编辑之一。1958年，伊伯特获得了伊利诺伊州高中协会的广播演讲比赛冠军。
伊伯特在伊利诺伊大学厄巴纳-尚佩恩分校获得了学士学位，他在学校期间同时担任的编辑，同时还是国际兄弟组织（Phi Delta Theta）成员。1961年10月4日，他的关于电影《甜蜜的生活》评论发表在上，也是他早期撰写的电影评论之一。
伊伯特获得了扶轮社的奖学金，在开普敦大学攻读研究生，主修英语。他是芝加哥大学的英语专业博士研究生，也是《芝加哥太阳报》电影评论专稿记者。

## 职业生涯

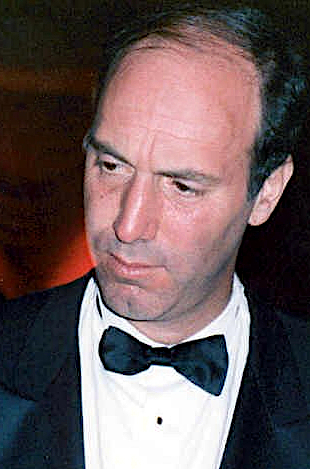
1989年奥斯卡金像奖联合主持人吉恩·西斯克尔

1967年，伊伯特开始了他的职业评论生涯，为《芝加哥太阳报》撰稿。1969年，他的关于电影《活死人之夜》的评论刊登在《读者文摘》上。
1976年，伊伯特与《芝加哥论坛报》的吉恩·西斯克尔开始联袂主持每周一期的电视节目──，这是一档电影评论节目，由芝加哥公共广播WTTW电视台制作。该节目于1978年被公共电视网选中，向全国播放。1982年，节目转成一个商业电视节目，名称改为，后来又改为《西斯克尔和伊伯特电影评论》，他们以独特的批评风格而著名。1999年，西斯克尔逝世后，由于合作伙伴一直在变化，节目的名字为《罗杰·伊伯特电影评论》。2000年9月，《芝加哥太阳报》的专栏作家理查德·罗佩成为伊伯特的固定搭档，节目名称也因此固定下来──《伊伯特与罗佩和电影》。
伊伯特还为一些电影的DVD做解说，包括《公民凯恩》、《北非谍影》、《移魂都市》、《浮草》（Floating Weeds）、《漫画大师罗伯特·克鲁伯》（Crumb）和《飞越美人谷》（Beyond the Valley of the Dolls）等，其中《飞越美人谷》的剧本是他和罗斯·梅尔一起创作的。伊伯特还接受了中央公园媒体的采访，作为动漫电影《萤火虫之墓》DVD发行的额外专题。伊伯特作为客串明星多次出现在《芝麻街》中。
奥斯卡金像奖颁奖日，伊伯特与罗佩通常出现在颁奖典礼前的直播节目《奥斯卡之夜：嘉宾入场》。这个节目还穿插红地毯采访和时尚评论。他们也出现在颁奖典礼后的节目《奥斯卡之夜：获奖者》（An Evening at the Academy Awards: the Winners）中。这两档节目都是由美国广播公司所属洛杉矶KABC-TV电视台制作并播放的。该节目也在美国广播公司其他频道播放，并由其他会员和广播公司在全球同步播放。2007年，由于健康原因，伊伯特没有出席该节目。

### 评论风格
伊伯特描述自己的评论电影的方式为“相对的，不是绝对的”；他将自己作为电影的未来观众来评论电影，因此总是考虑电影的总体价值。他将高品质的电影赋予4颗星，一般给最差的电影打半颗星，除非他认为该电影“毫无艺术性”或“道德上令人厌恶”才给予0颗星。
|  | 当你问一个朋友《天魔特攻》是否出色，你并不是在问它与《神秘河流》相比是否出色，你在问它与《》相比是否出色。我的回答是，在1分到4分之间评分的话，如果《超人》是4分的话，《天魔特攻》可以打3分，而《惩罚者》为2分。同样的，如果《美国心玫瑰情》是4分的话，那么《利蓝的美国》（The United States of Leland）为2分。 |

伊伯特强调如果不看评论的内容，光看他的评星没有任何意义。偶尔的，伊伯特的评星和评论很不相配。伊伯特知道这种情况，他说“我不能推荐电影，但是......我到底为什么不能？只因为这是可憎的？有什么理由可以远离电影？可憎和无聊，可能是一个理由。”在电影《曼森家族》（The Manson Family）的评论中，他给电影评了3颗星，因为电影达到当初拍摄的目的，但是承认不等于电影本身值得推荐。同样他给亚当·桑德勒主演的电影《最长的一码》（The Longest Yard）评了三颗星，但是在他参加戛纳电影节后写的评论中，他建议读者不要看这部电影因为有更好的选择。
在参加霍華·史登的广播节目时，伊伯特经常遇到质疑他评星的问题。他通常坚持自己的观点，除了一次例外：当斯特恩指出他给《教父2》评了3颗星，而给《教父3》3颗半星时。
伊伯特偶尔责备一些电影中不健康的政治观点，对于1970年代宣扬法治的电影，法西斯主义一词出现在不止一个电影评论中，如《肮脏的哈里》。他也怀疑一些充作艺术的电影，而在他看来只是华丽庸俗和耸人听闻的。如电影《午夜守門人》（The Night Porter）和《蓝丝绒》就得到了这类评价。
伊伯特的评论有时会与电影大众的评论相反，如他对布鲁斯·威利斯主演的动作电影《虎胆龙威3》的负面评价和他对《生死时速2》的正面评价。伊伯特喜欢使用嘲笑的讽刺语气，尤其针对那些他认为很糟糕的电影。大部分时候他的评论很直率，如他在评论1994年罗伯·雷恩导演的喜剧《浪子保镖》（North）的结尾写到：
|  | 我讨厌这部电影。讨厌讨厌讨厌讨厌讨厌这部电影。讨厌它。讨厌所有假笑的、愚蠢的、空白的、侮辱观众的时刻。那種認為任何人都會喜歡的感覺很惹人讨厌。我讨厌他愚弄观众是因为它相信可以娛樂觀眾。 |

伊伯特的评论还充满了冷幽默。2005年1月，罗伯·施奈德侮辱了《洛杉矶时报》的电影评论员帕特里克·戈尔茨坦，戈尔茨坦对他的电影《哈拉猛男秀：歐亞種馬》（Deuce Bigalow: European Gigolo）提出了批评，施奈德认为戈尔茨坦没有资格作出评论因为他从来没有获得过普利策奖。伊伯特插手其中，说作为一个普利策奖获得者，他有资格评论该电影，并坦率地告诉施奈德，“你的电影令人讨厌。”
伊伯特还讨厌那些受权威欢迎的电影。对于宗教电影，他通常使用他自己的天主教会信仰和他自己对基督教的解释来评论。他经常在评论中加上个人轶事，如果他认为这些内容与电影相关的话。有时候他采用故事、诗歌、歌曲、剧本或想象的对话。他写了很多电影评论领域方面有深度的评论和文章。
2004年8月，斯蒂芬·金批评目前电影评论增长的温和的趋势，包括伊伯特在内的“以前可信赖的评论家变得非常温柔——简直可以说是好心肠的，有时候是愚蠢的——在他们的晚年。”
伊伯特曾指出他最喜欢的电影是《公民凯恩》。他最喜欢的男演员是勞勃·米契，女演员是英格丽·褒曼。伊伯特强调他通常很讨厌“前十名”的榜单，但是由于他参加了2002年《视与听》杂志的投票，他透露了他心中的十佳电影（字母排序）：《阿基尔，上帝的愤怒》、《现代启示录》、《公民凯恩》、《十诫》、《甜蜜的生活》、《将军号》、《愤怒的公牛》、《2001太空漫遊》、《东京物语》和《迷魂记》。

### 关于电影产业的观点
伊伯特是美国电影协会分级系统的公开反对者。他再三批评他们对于什么电影是“适合儿童”的决定。如《鲸骑士》和《摇滚教室》都被评为PG-13（不适合13岁以下儿童观看），但是他认为这两部电影对学校的儿童是无害的，并且对那个年龄的人有积极意义。他认为电影《大法師》是恐怖的，而MPAA给予了分级"R"而不是"X"（只适合成人观看）。他经常提出MPAA更倾向于给一些温和的性内容的电影分级为"R"，而较少考虑暴力内容。在《耶稣受难记》的评论中，他提到，“我说过这部电影是我所见过的最暴力的电影。MPAA的分级R最后证明了这个组织要么从来不会给暴力内容电影分级为NC-17，要么受电影主题的挟制。如果是除了耶稣之外别的人被钉在了十字架上，我想这部电影自动被定为NC-17级。”
他还经常感叹主要城市之外的电影院“被好莱坞的电影所占领而不考虑当地人的口味”，使高品质的独立电影和外国电影事实上不能被大部分美国电影制作者观看到。
伊伯特是Maxivision 48技术大力拥护者，Maxivision 48指电影放映机以每秒48帧的速度播放，通常采用的速度是每秒24帧。他反对剧院为了延长灯泡的寿命而降低放映机灯泡的亮度，他认为这毫无用处，只会使电影不易观看。

## 个人生活
伊伯特从1970年代开始作为芝加哥大学的客座讲师，教授一门关于电影的夜间课程。他的2005年秋季课程的主题是关于德国导演宁那·华纳·法斯宾德。
1992年6月18日，伊伯特与律师查兹·哈梅尔史密斯（Chaz Hammelsmith）结婚。
伊伯特是民主党支持者，他公开支持左翼激进主义分子和电影制作人麦可·摩尔在奥斯卡颁奖典礼上发表充满政治色彩的演说。
伊伯特从小是天主教徒并在教区学校接受教育，因此他批评那些他认为对天主教非常无知和侮辱的电影，如《圣痕》（Stigmata)，同时他给予充满争议的关于耶稣和天主教的电影好评，如《耶稣受难记》、马丁·斯科西斯的《基督的最后诱惑》。然而，伊伯特认为自己是不可知论者。

### 与疾病斗争

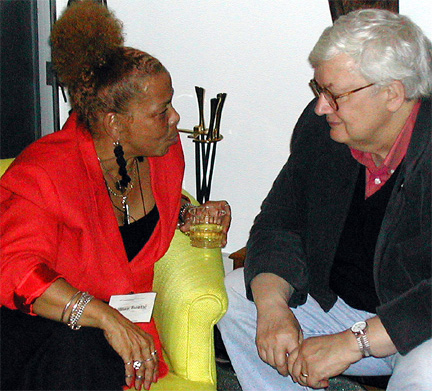
2002年9月，伊伯特在外科手术后不久出席世界事务会议

2002年初，伊伯特被确认患上了前列腺癌，同年2月，在西北纪念医院接受了手术，去除了癌变组织。2003年他的唾液腺发现癌细胞，因此再次接受手术。2003年底他接受4周的化疗作为唾液腺手术的辅助部分，这也使他的声音受到了一些影响。在与疾病斗争期间，他继续电影评论工作。
2006年6月16日，在他64岁生日之前，他再度接受了外科手术，从他的右颚切除癌细胞并切除了一部分颌骨。7月1日，由于颈动脉破裂病情严重，伊伯特入院治疗。后来他知道这次破裂是他治疗的副作用。
伊伯特和他的搭档理查德·罗佩录制了足够的节目使之能播放几个星期。然而，随着他的康复期的延长，罗佩不得不和嘉宾一起主持节目，包括杰伊·莱诺、凯文·史密斯等人参加节目录制。
2006年10月11日，伊伯特病情基本控制，不再出血。由于肌肉萎缩，他转到芝加哥的一个康复中心接受康复治疗，后来又转到弗洛里达治疗。2007年4月25日，伊伯特遵守了他的承诺，在2006年夏天后首次出现在公众面前，出席伊伯特电影节。他已经不能说话，靠他的妻子朗读他的手写便条和大家交流，他引用了他编剧的《飞越美人谷》里的台词：“这是我的重要时候，我非常激动。”
2008年1月24日，伊伯特在休斯顿接受手术，治疗以前手术的一些并发症。手术的细节没有透露，伊伯特和他的太太发表了声明：“查兹和罗杰·伊伯特感谢所有人一直以来的祈祷和关心。手术很成功，伊伯特希望将来给您带来更多罗杰康复的好消息。”

### 逝世
在經過11年與癌症的抗争後，伊伯特於2013年4月4日逝世，享年70歲。他在去世前兩天於部落格上發表的最後一篇文章裡這樣寫道：「回想起來，感謝各位陪我走過這一趟旅程，我們以後在電影裡還會相見。」
伊伯特去世後收到來自娛樂界內外的名人的悼詞，美國總統巴拉克·歐巴馬說：「羅傑可以引領我們感受電影的魔力，他走了之後，看電影都會感覺不一樣了。」勞勃·瑞福稱伊伯特是「擁護藝術創作自由的大師」；史蒂芬·史匹柏稱伊伯特的影評「不只是評論好壞，更是表現他的熱情和對電影的知識，藉此他也幫許多電影找到了他們的觀眾。」

## 著作
伊伯特每年都出版《Roger Ebert's Movie Yearbook》（罗杰·伊伯特电影年鉴），包含了他最近三年内的电影评论、散文和其他作品。他还出版了以下著作：
- 《Awake in the Dark: The Best of Roger Ebert》（ISBN 0-226-18200-2）——40年来他的短文集，包括电影评论、采访、资料等。
- 《Ebert's "Bigger" Little Movie Glossary》（ISBN 0-8362-8289-2) ——一本关于电影陈词滥调的书。
- 《The Great Movies》（ISBN 0-7679-1038-9）和《The Great Movies II》（ISBN 0-7679-1950-5）——两本关于伟大的电影的文章集。
- 《I Hated, Hated, Hated This Movie》（ISBN 0-7407-0672-1）——一本收集了他评分两颗星或两颗星以下的电影评论集。
- 《Roger Ebert's Book of Film》（ISBN 0-393-04000-3）——诺顿英国文学诗文选集之一。
- 《Questions For The Movie Answer Man》（ISBN 0-8362-2894-4）——回答读者的提问。
- 《Behind the Phantom's Mask》（ISBN 0-8362-8021-0）——第一本小说。
- 《An Illini Century》（ASIN B0006OW26K）——伊利诺伊大学100年历史。
- 《The Perfect London Walk》（ISBN 0-8362-7929-8）——伊伯特最喜欢的外国城市导游
- 《Your Movie Sucks》（ISBN 0-7407-6366-0）—另—本收集了他评分两颗星以下的电影评论集。
- 《Life Itself》2011年发表的回忆录，2014年由史蒂夫·詹姆斯拍摄成传记纪录片《生活本身》。